# Jataí
 (novembre 2021).
Si vous disposez d'ouvrages ou d'articles de référence ou si vous connaissez des sites web de qualité traitant du thème abordé ici, merci de compléter l'article en donnant les références utiles à sa vérifiabilité et en les liant à la section « Notes et références ».
Jataí est une municipalité de l'État de Goias, au Brésil.

## Géographie
Avec une population de 105 729 habitants en 2022, Jataí est situé dans le sud-ouest de Goiás, au centre-ouest du Brésil.

## Économie
La municipalité est considérée comme la capitale du grain au Goiás et a été considérée en 2003/2004, 2005/2006, 2007, 2008 et 2009, comme le plus grand producteur de maïs et de sorgho du Brésil. La municipalité produit 1,08 % de la production intérieure de céréales.

## Tourisme
La ville est une grande attraction touristique avec ses lacs, ses musées et un complexe d'eaux thermales comme le Parc Thermal et Beach Resort Bonsucesso.

## Éducation
La ville possède deux unités fédérales de l'enseignement supérieur, l'Université fédérale de Goiás (UFG et l'Institut fédéral de l'éducation, de la science et de la technologie (SI). Elle dispose également de deux collège privé qui offrent des cours de droit et d' administration. Il possède également des unités d'universités virtuelles, comme l'Université du Nord de Paraná (UNOPAR) eoa Université COC.